# Xysticus kochi
Xysticus kochi là một loài nhện trong họ Thomisidae.